# Carl Siegmund Franz Credé
Carl Siegmund Franz Credé (Berlino, 23 dicembre 1819 – Lipsia, 14 marzo 1892) è stato un ginecologo tedesco.

## Biografia
Nel 1842 conseguì il dottorato all'Università di Berlino. Nel 1852 divenne direttore della "Scuola di Ostetrica di Berlino" e primario medico della divisione maternità presso la Charité di Berlino. Successivamente fu nominato professore di ostetricia e direttore dell'ospedale di maternità di Lipsia. A Berlino e Lipsia, Credé creò le cliniche di ginecologia ambulatoriale. Fu padre del chirurgo Benno Credé (1847-1929) e suocero del ginecologo Christian Gerhard Leopold (1846-1912). Tra i suoi studenti più noti a Lipsia vi era il ginecologo Johann Friedrich Ahlfeld (1843-1929).
Credé è famoso per aver introdotto l'uso di una soluzione di nitrato d'argento come antisettico per la prevenzione della congiuntivite neonatale; tale pratica ha preso il nome di profilassi di Credé.

## Opere (parziale)
- (DE) Klinische Vorträge über Geburtshilfe, vol. 1, Berlino, Clinical Lectures on Midwifery, 1853.
- (DE) Klinische Vorträge über Geburtshilfe, vol. 2, Berlino, Clinical Lectures on Midwifery, 1854.
- (DE) Ueber Erwärmungsgeräthe für frühgeborene und schwächliche kleine Kinder. Mittheilungen aus der geburtshüflichen Klinik in Leipzig, Archiv für Gynäkologie, 1884.
- (DE) Die Verhütung der Augenentzündung der Neugeborenen, 1884.